# Clodia Laeta
Clodia Laeta (* wohl zwischen 186 und 200, † 212/213) war die Tochter eines römischen Senators, dessen Name nicht überliefert ist. Versuche in der Forschung, ihre Familienverbindungen zu rekonstruieren, sind hypothetisch. Möglicherweise gehörte sie zur selben Familie wie Publius Clodius Laetus Macrinus, der 257/260 Legat der Provinz Lusitania war.
Clodia Laeta wurde in ihrer Kindheit, im Alter zwischen 6 und 10 Jahren, vom Kaiser in seiner Funktion als pontifex maximus zur virgo Vestalis berufen. Als oberster Priester (pontifex maximus) Roms führte der Kaiser die religiöse Aufsicht über die weibliche Priesterschaft.
Unter Kaiser Caracalla, der sich im Dezember 211 mit der Ermordung seines Bruders Geta die Alleinherrschaft verschafft hatte, wurden vier Vestalinnen, darunter Clodia Laeta, der Unkeuschheit (Crimen incesti) angeklagt. Im Unterschied zu früheren Verfahren wegen dieses Verbrechens erwähnen die Quellen keine männlichen Angeklagten, die der Verletzung der Keuschheit der Vestalinnen beschuldigt wurden. Der zeitgenössische Geschichtsschreiber Cassius Dio, ein scharfer Kritiker Caracallas, behauptet, dass sich der Kaiser selbst an der Vestalin Clodia Laeta vergangen habe. Damals sei er noch dazu in der Lage gewesen; erst später sei Caracalla impotent geworden.
Zusammen mit Clodia Laeta wurden die Vestalinnen Aurelia Severa, Pomponia Rufina und Cannutia Crescentina zum Tode verurteilt. Die Priesterin Cannutia Crescentina entzog sich der klassischen Bestrafung für unkeusche Vestalinnen durch Freitod.
Cassius Dio sieht in einer von ihm überlieferten Äußerung der Clodia Laeta auf dem Weg zu ihrer Hinrichtung ein Indiz für die Täterschaft Caracallas. Nach seinen Angaben beteuerte sie ihre Unschuld, indem sie rief, der Kaiser wisse von ihrer Reinheit. Die Hinrichtung der vier Vestalinnen fand nach heutigem Forschungsstand entweder im Jahr 212 oder in den ersten Monaten des Jahres 213 statt. Vermutlich war Clodia Laeta zum Zeitpunkt ihres Todes 15 bis 20 Jahre alt.